# Actinote flavibasis
Actinote flavibasis är en fjärilsart som beskrevs av Jordan 1913. Actinote flavibasis ingår i släktet Actinote och familjen praktfjärilar. Inga underarter finns listade i Catalogue of Life.